# Aviamotornaïa (métro de Moscou, ligne Kalininskaïa)
Aviamotornaïa (en russe : Авиамото́рная et en anglais : Aviamotornaya) est une station de la ligne Kalininsko-Solntsevskaïa (ligne 8 jaune) du métro de Moscou, située sur le territoire du raïon Lefortovo dans le district administratif sud-est de Moscou.

## Situation sur le réseau
Établie en souterrain, à 53 mètres sous le niveau du sol, la station Aviamotornaïa est située au point 68+40 de la ligne Kalininsko-Solntsevskaïa (ligne 8 jaune), entre les stations Chosse Entouziastov (en direction de Novokossino), et Plochtchad Ilitcha (en direction de Tretiakovskaïa).